# Anchusa aegyptiaca
Anchusa aegyptiaca är en strävbladig växtart som först beskrevs av Carl von Linné, och fick sitt nu gällande namn av A. Dc. Anchusa aegyptiaca ingår i släktet oxtungor, och familjen strävbladiga växter. Inga underarter finns listade i Catalogue of Life.